# 胡琛
胡 琛（こ ちん、生年不詳 - 526年）は、北魏末の高平郡のテュルク系勅勒の首長。六鎮の乱と呼応して反乱を起こした。胡琮（こ そう）とも書かれる。

## 経歴
524年（正光5年）4月、破六韓抜陵の反乱に呼応して高平で起兵し、高平王を自称した。北魏の別将の盧祖遷に敗れ、北方に逃走した。10月、部将の宿勤明達を派遣して豳州・夏州・北華州に進攻させた。11月、高平の人が卜朝を攻め殺して、胡琛を迎えた。525年（孝昌元年）4月、部将の万俟醜奴・宿勤明達らを派遣して北魏の涇州に侵攻させた。526年（孝昌2年）9月、莫折念生が二度目の反乱を起こし、胡琛と連係して崔士和や呂伯度らを殺害すると、北魏の蕭宝寅にも反乱の勢いを抑えられなくなった。胡琛は莫折念生と組むようになって破六韓抜陵をないがしろにしたため、破六韓抜陵の派遣した費律に誘い出されて斬られた。